# Parapsylla capensis
Parapsylla capensis är en insektsart som först beskrevs av Franklin William Pettey 1933.  Parapsylla capensis ingår i släktet Parapsylla och familjen rundbladloppor. Inga underarter finns listade i Catalogue of Life.